# Cyprinodon diabolis
Espèce
Statut de conservation UICN

 CR B1ab(v)+2ab(v); C2a(ii) : 
En danger critique
Cyprinodon diabolis (en anglais : Devils Hole pupfish) est une espèce menacée de poissons de la famille des Cyprinodontidés, vivant dans le trou du Diable (Devils Hole), un point d'eau dans le désert d'Amargosa qui est protégé au sein du parc national de la vallée de la Mort (États-Unis). C'est la plus petite espèce du genre Cyprinodon du désert, mesurant en moyenne 19 mm. Il s'agit aussi de l'une des espèces de poissons dont la répartition connue est la plus limitée au monde. En 2022, le nombre total d'individus de cette espèce, dans leur milieu et en captivité, était de 475.

## Description
La taille du Cyprinodon diabolis est de 35 mm maximum. La durée de vie de ce poisson est comprise entre 10 et 12 mois. L'espèce témoigne d'un dimorphisme sexuel. La couleur du mâle est globalement marron foncé, mais ses flancs montrent des reflets iridescents bleu métallique. Chaque nageoire est noire à sa terminaison. La femelle a des couleurs qui tirent davantage vers le jaune que le mâle. En raison des conditions de leur habitat, les Cyprinodon diabolis ont perdu leurs nageoires pelviennes en évoluant.

## Écologie et comportement

### Alimentation
Les Cyprinodon diabolis se nourrissent d'algues, qui se développent grâce à l'ensoleillement. Ils s'alimentent notamment d'algues spirogyres, de crustacés Hyalella et d'ostracodes, ainsi que de coléoptères du genre Stenelmis.

### Reproduction
Les Cyprinodon diabolis peuvent se reproduire dans une eau jusqu'à une température de 45° C. Leur cycle de reproduction atteint son pic au mois de mai et tombe au plus bas durant l'automne et l'hiver. Dans une étude publiée en 2022, des biologistes de l'université de Berkeley ont montré que les poissons étaient menacés de déclin en raison de la consanguinité : sur les 8 Cyprinodon diabolis qu'ils ont observés, environ 58% de leurs génomes étaient identiques,. 

## Répartition
Le Cyprinodon diabolis a été identifié pour la première fois en 1930 par l'ichtyologiste américain Joseph H. Wales. Il est localisé à un seul endroit dans le monde : à Devils Hole, dans le désert d'Amargosa (Nevada), aux États-Unis, dans une petite grotte située à 730 m au-dessus du niveau de la mer. C'est l'espèce de vertébrés qui évolue dans le territoire le plus restreint sur la planète.

## Écosystème

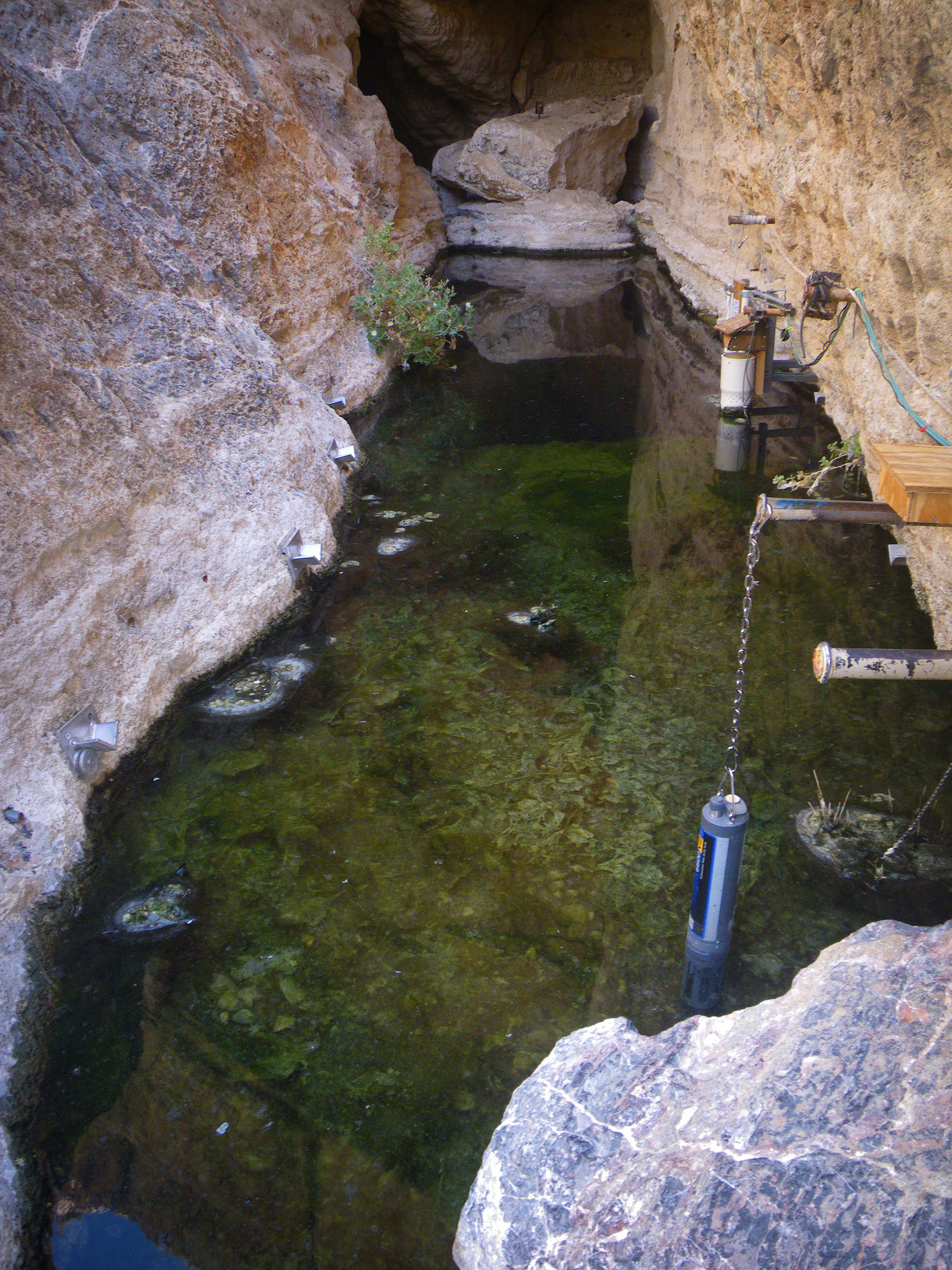
Vue du trou d'eau de Devil's Hole, unique biotope de cette espèce.

Il y a environ 10 000 ans, la région à 400 km au nord-est de Los Angeles était couverte de lacs et de ruisseaux. La date d'arrivée des poissons dans le lieu reste encore discutée. Devils Hole ne connaissant aucun écoulement en eau venu des sources voisines, les poissons auraient pu coloniser le lieu entre 10 000 et 20 000 avant J.-C.. Puis, l'eau s'étant retirée, les poissons seraient restés prisonniers. Une autre recherche scientifique en 2016 estime qu'ils sont arrivés entre 105 et 830 ans, des œufs ayant pu adhérer aux pattes d'un oiseau,. Leur lieu de reproduction est situé sur une dalle naturelle immergée à 30 cm sous la surface de l'eau, longue de 5 mètres et large de 3,5m.
Le trou du Diable est une caverne calcaire aquifère possédant un puits géothermique avec une eau estimée à 32 °C en 1983, au moins jusqu'à une profondeur de 27 mètres,. À partir du niveau de l'eau, la grotte s'enfonce jusqu'à un peu plus de 130 mètres. Les parties les plus profondes de la grotte n'ont toutefois jamais été cartographiées. En 2015, une étude évaluait à 15 le nombre maximum le nombre d'espèces invertébrées qui y vivaient. Un séisme au large de l'Alaska le 23 janvier 2018 a eu des répercussions jusque Devils Hole, en y provoquant des remous dans l'eau et des vagues de 30 centimètres sans que les poissons semblent avoir été affectés dans l'immédiat.
L'ensoleillement maximum de leur territoire est de quatre heures par jour, ce qui permet aux algues dont ils se nourrissent de se développer. Les fientes de chouettes effraie (Tyto alba) qui établissent parfois leur nid dans la grotte fournissent des nutriments.

## Protection et conservation
Il s'agit d'une des espèces animales les plus vulnérables au monde, d'après une étude scientifique publiée par la Royal Society en 2014. Le réchauffement climatique notamment les menace d'extinction, rapporte une étude de l'université du Nevada à Reno publiée la même année. Avant les années 1990, leur nombre était d'environ 200 à chaque comptage printanier. Puis il s'est réduit à moins de 90 durant les deux décennies suivantes. En septembre 2012, ils n'étaient plus que 75, et en 2013, la population est tombée à son niveau le plus bas avec seulement 35 individus. Au printemps 2022, leur nombre total, en liberté et en captivité, était de 475.

### Un lieu transformé en sanctuaire
Devils Hole est d'abord rattaché en 1952 par le président Harry S. Truman au Parc national de la vallée de la Mort. En 1967, il est inscrit aux Etats-Unis parmi une liste d'espèces en danger à protéger. En 1967, l'entreprise Spring Meadows Inc. achète du terrain dans l'aire dénommée Ash Weadows, au sud du désert d'Amargosa. Afin de faire boire le bétail qui occupe l'endroit, des puits sont creusés pour exploiter l'eau. Mais le pompage dans la nappe phréatique s'accompagne dès 1968 d'une baisse du niveau de l'eau dans Devils Hole. L'année suivante, les défenseurs du Cyprinodon diabolis commencent à d'organiser. Au bout d'un long bras de fer judiciaire entre les deux parties, un arrêt de la Cour suprême des États-Unis donne raison aux défenseurs du poisson en 1976 et interdit le pompage dans l'aire. Toute la zone est transformée en sanctuaire.

### Des poissons sous étroite surveillance
Les autorités américaines ont installé un dispositif de grillages, de barbelés, de caméras et de détecteurs de mouvement afin de protéger ces animaux. Depuis, Cyprinodon diabolis est l'un des poissons les plus surveillés au monde. L'eau de Devils Hole est bardée de capteurs pour déterminer son niveau, sa composition chimique et la production d'algues, la principale nourriture du poisson. Le premier comptage sous l'eau par des scientifiques a lieu le 6 avril 1972. Plusieurs fois dans l'année, le nombre de poissons est recensé par les biologistes. Des plongeurs descendent dans la grotte afin de compter les individus,. Pour éviter l'introduction d'organismes étrangers dans Devils Hole, leur équipement doit être entièrement stérilisé. En mars 2018, des plongeurs sont intervenus pour retirer de l'eau des dytiques qui se nourrissaient des œufs des poissons.

### La création d'un centre d'élevage en 2013
En 2013, la population est tombée au niveau historiquement bas de seulement 35 individus. Grâce à un financement de 4,5 millions de dollars, un centre d'élevage a été ouvert début 2013 à proximité de Devils Hole. Ce milieu artificiel tente de ressembler le plus possible au trou du Diable. Des œufs de Cyprinodon diabolis ont été prélevés, 14 ont éclos et 10 alevins ont survécu. Il y avait donc un espoir de faire vivre ce poisson dans cet environnement contrôlé. Ce centre se trouve à l'intérieur du Ash Meadows Fish Conservation Facility dans le refuge d'Ash Meadows National Wildlife Refuge. Pour assurer la conservation de l'espèce, les scientifiques collectent des œufs de Cyprinodon diabolis dans Devils Hole et élèvent les alevins dans un aquarium. Après qu'ils ont atteint l'âge adulte, ils sont relâchés dans un autre bassin de près de 450 000 litres, notamment pour s'accoupler,.

### Une intrusion en 2016
Le dispositif de protection n'a pas empêché, le 30 avril 2016, l'intrusion illégale de trois personnes alcoolisées à l'intérieur de Devils Hole. Elles ont tiré des coups de feu sur le matériel scientifique, vomi dans le lieu et abandonné des cannettes de bière. L'une d'entre elles s'est même baignée dans l'eau. Peu après leur passage, un poisson a été retrouvé mort (le dernier décompte était de 115 individus) sans que les scientifiques puissent lier ce décès à l'intrusion. Le Center for Biological Diversity avait offert 15 000 dollars de récompense pour la capture des vandales, qui ont été retrouvés par la police début mai. À leur procès en octobre 2018, l'un d'entre eux a été condamné à un an et un jour de prison pour vandalisme et pour avoir enfreint la loi de 1973 sur les espèces en voie d'extinction.

## Autres espèces proches du genreCyprinodons
- Death Valley Pupfish, Cyprinodon salinus
- Shoshone Pupfish, Cyprinodon nevadensis shoshone
- Tecopa Pupfish, Cyprinodon nevadensis calidae (éteint)
- Owens pupfish, Cyprinodon radiosus (en danger)